# Geilenkirchen
Geilenkirchen (prononcé ˈɡaɪlənkɪʁçən en allemand) est une ville allemande située dans le Land de Rhénanie-du-Nord-Westphalie et dans l'arrondissement de Heinsberg.

## Histoire
| Appartenances historiques Seigneurie d'Heinsberg 1058-1472 Duché de Juliers 1472-1797 République cisrhénane (Roer) 1797-1802 République française (Roer) 1802-1804 Empire français (Roer) 1804-1813 Royaume de Prusse (Province de Juliers-Clèves-Berg) 1815-1822 Royaume de Prusse (Province de Rhénanie) 1822-1918 République de Weimar 1918-1933 Reich allemand 1933-1945 Allemagne occupée 1945-1949 Allemagne 1949-présent |

Geilenkirchen est capturé par l'armée alliée durant l'Opération Clipper, l'opération militaire s'est déroulé du 10 au 22 novembre 1944.
Elle abrite la base aérienne de l'OTAN de Geilenkirchen.

## Géographie

### Localisation
Geilenkirchen est limitrophe des villes de Gangelt, Heinsberg, Hückelhoven, Brunssum, Linnich, Landgraaf, Übach-Palenberg et Baesweiler.

### Étymologie
Selon l'étymologie populaire, le nom Geilenkirchen se rapportait à l'origine à une église de bois, construite par le Franc Geilo, et aurait donc le sens de "église de Geilo" (en allemand : "Geilos Kirche"). En effet, Geilenkirchen était autrefois appelé "Gelekircke"  — dans le dialecte local "Jellekercke".

## Démographie

### Évolution de la démographie
Les données correspondent au 31 décembre de chaque année.
| Année | Nombre d'habitants |
| ----- | ------------------ |
| 1998  | 27 447             |
| 1999  | 27 625             |
| 2000  | 27 826             |
| 2001  | 28 137             |
| 2002  | 28 266             |
| 2003  | 28 288             |
| 2004  | 28 436             |
| 2005  | 28 693             |
| 2006  | 28 723             |
| 2007  | 28 265             |
| 2008  | 28 110             |
| 2009  | 28 083             |

## Politique

### Maires
| Période                                  | Période  | Identité          | Étiquette  | Qualité |
| ---------------------------------------- | -------- | ----------------- | ---------- | ------- |
| 1945                                     | 1954     | Johannes Plum     | CDU        |         |
| 1954                                     | 1958     | Hubert Pennartz   | CDU        |         |
| 1958                                     | 1961     | Hans Schönauer    | CDU        |         |
| 1961                                     | 1969     | Rudolf Wyrsch     | CDU        |         |
| 1969                                     | 1994     | Heinrich Cryns    | CDU        |         |
| 1994                                     | 2004     | Franz Beemelmanns | CDU        |         |
| 2004                                     | 2009     | Andreas Borghorst | CDU        |         |
| 2009                                     | 2015     | Thomas Fiedler    | Sans parti |         |
| 2015                                     | En cours | Georg Schmitz     | Sans parti |         |
| Les données manquantes sont à compléter. |          |                   |            |         |

### Conseil municipal
| Parti          | 1994 | 1999 | 2004 | 2009 | 2015 |
| -------------- | ---- | ---- | ---- | ---- | ---- |
| CDU            | 22   | 24   | 21   | 16   | 15   |
| SPD            | 13   | 9    | 7    | 7    | 5    |
| Verts          | 4    | 3    | 3    | 5    | 5    |
| FDP            | 0    | 2    | 4    | 4    | 4    |
| Linke          | 0    | 0    | 0    | 1    | 2    |
| NPD            | 0    | 0    | 0    | 0    | 1    |
| Listes locales | 0    | 0    | 3    | 5    | 6    |
| Total          | 39   | 38   | 38   | 38   | 38   |

### Jumelages
Quimperlé (France)

## Personnalités liées à la ville
- Ludolf Camphausen (1803-1890), banquier et homme politique allemand, né à Geilenkirchen
- Nikolaus Becker (1809-1845), juriste et écrivain allemand, décédé à Geilenkirchen
- Otto von Camphausen (1812-1896), homme politique allemand, né à Geilenkirchen
- Leo Dautzenberg (1950-), homme politique né à Gillrath.